# Gesamtschule Paderborn-Elsen
Die Gesamtschule Paderborn-Elsen ist eine Gesamtschule im Paderborner Stadtteil Elsen.

## Geschichte
Die Schule startete am 5. Oktober 1990 als erste Gesamtschule im Kreis Paderborn.

## Schulleitung
- 1990–2016: Annegret Greipel-Bickel[5]
- seit 2016: Siegfried Martini[3]